# Katieleo Corona
Katieleo Corona est une corona, formation géologique en forme de couronne, située sur la planète Vénus par -12,5° S et 327,5° E. Elle est localisée dans le quadrangle de Navka Planitia. Elle a été nommée en référence à Katieleo, déesse créatrice Senufo (Burkina Faso). 

## Géographie et géologie
Katieleo Corona couvre une surface circulaire d'environ 210 km de diamètre. 